# Gaborova vlnka

Ukázka Gaborovy vlnky

Dvourozměrná Gaborova vlnka je vlnka používaná k detekci frekvencí v různých směrech. Mezi její aplikace patří klasifikace textury, segmentace textury nebo registrace obrazů.

## Definice
V jednorozměrném případě sestává Gaborova funkce z komplexní exponenciály lokalizované kolem {\displaystyle 0} oknem ve tvaru Gaussovy funkce.
{\displaystyle g_{\alpha ,\xi }(x)={\sqrt {\alpha /\pi }}\,e^{-\alpha x^{2}}\,e^{-i\xi x}\quad \alpha \in \mathbb {R} ^{+}\quad \xi ,x\in \mathbb {R} \,}
Parametr {\displaystyle \alpha } udává šířku Gaussova okna, {\displaystyle \xi } je frekvence kmitající komplexní exponenciály a {\displaystyle x} je volná proměnná.
Rodina Gaborových funkcí se nazývá vlnky, pokud vznikly roztažením a posunem z jedné elementární Gaborovy funkce (mateřská vlnka).
{\displaystyle g_{\alpha ,\xi ,a,b}(x)=|a|^{-1/2}\,g_{\alpha ,\xi }\left({\frac {x-b}{a}}\right)\quad a\in \mathbb {R} ^{+}\quad b\in \mathbb {R} }
Parametr {\displaystyle a} je úměrný roztažení (dilatace) vlnky, {\displaystyle b} je její posun.
Ve dvourozměrném případě udává korelace mezi obrazem a dvourozměrnou Gaborovou funkcí energii koncentrovanou okolo dané pozice a frekvence v určitém směru.
Dvourozměrná konvoluce s kruhovou (nikoli eliptickou) Gaborovou funkcí (resp. vlnkou) je separabilní na řadu jednorozměrných konvolucí.
{\displaystyle g_{\alpha ,{\boldsymbol {\xi }}}({\boldsymbol {x}})=g_{\alpha ,\xi _{0}}(x_{0})\,g_{\alpha ,\xi _{1}}(x_{1})\quad {\boldsymbol {\xi }}=(\xi _{0},\xi _{1})\quad {\boldsymbol {x}}=(x_{0},x_{1})\,}
Parametr {\displaystyle {\boldsymbol {\xi }}} udává v polárních souřadnicích frekvenci a její směr.